# Armand André
Armand, Constant, Auguste, Hector, chevalier André, né le 12 juin 1924 à Visé et mort le 16 mai 2014 à Julémont était un professeur belge.

## Biographie
Il est docteur en médecine, chirurgie et accouchement; licencié en criminologie.
Il fut professeur de l'ULG.

## Mandats passés
- président de l'École Liègeoise de Criminologie Jean Constant
- médecin-directeur des Centres de Transfusion de la Communauté francophone de la Croix-Rouge de Belgique
- membre du Conseil national de l'Ordre des médecins
- membre du Comité consultatif de Bioéthique de Belgique
- président de l'Académie royale de Médecine de Belgique

- président de l'Académie internationale de Médecine légale et de Médecine Sociale

## Distinctions
- Grand officier de l'ordre de Léopold
- Grand officier de l'ordre de Léopold II
- Grand officier de l'ordre de la Couronne
- Croix d'honneur de l'ordre de Saint-Raymond de Peñafort
- Chevalier de la Légion d'honneur

Il fut élevé au rang de chevalier par SM le roi Albert II de Belgique en 1993.